# 绿岛效应
绿岛效应，一些学者将绿地对气温所产生的影响称为“绿岛效应”。一些人认为它与“热岛效应”起相反的作用。
“绿岛效应”是指在一定面积(约3公顷)绿地里气温比周边建筑聚集处气温下降0.5℃以上。
1. http://www.chinabyte.com/net/256/2028756.shtml%5B%5D 绿岛效应对大气温度影响明显
2. http://www.cnki.com.cn/Article/CJFDTotal-CSKF412.009.htm （页面存档备份，存于） 由“热岛效应”想到“绿岛效应”